# Joseph Kahahawai
Joseph "Joe" Kahahawai Jr. (25 de diciembre de 1909 - 8 de enero de 1932) fue un boxeador nativo hawaiano acusado de violar a Thalia Massie. Fue secuestrado y asesinado después de ser liberado luego de un sonado caso que terminó con un juicio anulado.

## Primeros años de vida
Joseph Kahahawai nació en la zona rural de Maui, el 25 de diciembre de 1909. Su familia se mudó a Honolulu y los padres de Kahahawai se divorciaron. Vivía con su madre, quien luego se volvió a casar, mientras que Kahahawai permaneció en contacto con su padre. Vivía en la zona de Kalihi-Palama donde formaba parte de la pandilla Kauluwela, en este caso "pandilla" se refería simplemente a un grupo de amigos. Después de asistir a la escuela Kauluwela, Kahahawai asistió a la escuela Saint Louis a través de una beca deportiva para jugar en el equipo de fútbol de la escuela secundaria, labrándose una reputación positiva. Debido a la Gran Depresión, Kahahawai nunca se graduó y desempeñó varios trabajos. También se alistó en la Guardia Nacional Territorial. Como boxeador, Kahahawai luchó tanto profesionalmente bajo el nombre de Joe Kalani que como miembro del 298º Regimiento de Infantería.

## Secuestro y asesinato
Con un jurado indeciso bloqueado por pruebas contradictorias que resultó en un juicio nulo, los acusados fueron liberados bajo fianza a la espera de un segundo juicio. Aunque el segundo juicio iba a tener lugar pronto, muchos miembros de la comunidad haole sintieron que no se había hecho justicia y algunos de ellos decidieron tomar el asunto en sus propias manos. El 8 de enero de 1932, Albert O. Jones se acercó a Kahahawai con un documento de citación falsificado que indicaba que el comandante Ross, comandante de la policía territorial, necesitaba verlo para interrogarlo. Kahahawai fue llevado por Jones y el teniente de la Armada Thomas Massie, esposo de la presunta víctima, mientras que la madre de Thalia Massie, Grace Fortescue y Edward J. Lord les siguieron de cerca en otro vehículo. Kahahawai fue llevado al bungaló alquilado de Fortescue en Manoa, donde el grupo intentó obligarlo a confesar a punta de pistola. Aunque las circunstancias exactas de lo que sucedió no están claras, el hecho es que Kahahawai fue asesinado de un solo disparo en el corazón. La bala le cortó la arteria pulmonar, lo que provocó que muriera desangrado.
Fortescue, Massie y Lord se dirigieron hacia la bahía de Maunaloa en un intento por deshacerse del cuerpo. Un oficial de policía reconoció el automóvil como el que se usó para secuestrar a Kahahawai y lo sacó de la carretera. El cuerpo desnudo de Kahahawai yacía en el suelo del coche, torpemente envuelto en una sábana húmeda. Más tarde, la policía encontró a Jones en la casa de Massie, donde lo arrestaron y lo llevaron para hacerle más preguntas. Los padres de Kahahawai corrieron a la  comisaría al enterarse del secuestro de su hijo y quedaron devastados al saber que había sido asesinado. Fueron escoltados a la morgue de la ciudad para identificar su cuerpo.
En la casa de Fortescue, los oficiales descubrieron dos pistolas, manchas de sangre en el piso, ropa perteneciente a Kahahawai y la cuerda que se usó para envolver su cuerpo. También encontraron la citación falsa utilizada para engañar a Kahahawai para que subiera al automóvil.
Massie, Fortescue, Jones y Lord fueron acusados de asesinato. A diferencia de otros prisioneros que esperan el juicio en la celda de la cárcel, a los cuatro se les permitió permanecer a bordo de un barco de la Marina fuera de servicio, el USS Alton, con alojamiento cómodo y comidas preparadas especialmente para ellos. El 4 de abril de 1932 comenzó el juicio. Todos los días, los padres divorciados de Joseph Kahahawai se sentaban en la sección pública abarrotada de la sala del tribunal. Había tantos reporteros de todo el país que tuvieron que abrir una sala contigua para acomodarlos. El jurado estuvo compuesto por 6 hombres blancos, 2 chinos y 4 hombres parcialmente hawaianos. No había mujeres en el jurado. Después de varias semanas, el juicio llegó a su fin y ambas partes presentaron sus alegatos finales. El jurado deliberó durante casi cuarenta y ocho horas antes de llegar a un veredicto. El jurado encontró a los cuatro culpables del cargo menor de homicidio involuntario. Se recomienda clemencia. El 4 de mayo de 1932, el juez Davis sentenció a cada uno de ellos a 10 años en la prisión de Oahu haciendo trabajos forzados. La población blanca, fuertemente ponderada por los ciudadanos estadounidenses de la Estación Naval de Pearl Harbor y las empresas que la apoyaban, estaba enfurecida. Bajo la presión del contraalmirante Yates Stirling, Jr., comandante del 14º Distrito Naval de la Marina de los EE. UU. (incluido NS Pearl Harbor), y tras las amenazas de que se podría imponer la ley marcial si se permitía que las sentencias se mantuvieran, el gobernador territorial Lawrence M. Judd conmutó las penas de 10 años de los asesinos condenados a una hora, a ser cumplidas en su despacho. Además de pasar una hora en el palacio, los cuatro que mataron a Joseph Kahahwai se habían salido con la suya. Los cuatro abandonaron Hawái pocos días después de cumplir su sentencia de una hora, lo que impidió el nuevo juicio de los cuatro acusados supervivientes en el caso de violación de Massie. Muchos años después, Lawrence Judd dijo que se sentía profundamente culpable por la conmutación de sus sentencias. Thalia y Massie se divorciaron en 1934; ella se suicidó en 1963; él murió en 1987. Grace Hubbard Fortescue murió en 1979. Albert Jones falleció el 23 de septiembre de 1966. Edward Lord murió en 1967, Judd en 1968, Stirling en 1948 y Darrow murió en 1938. En 2006, en un juicio póstumo, Kahahawai y los otros cuatro acusados fueron declarados no culpables.

## Funeral
El velatorio del cuerpo de Joseph Kahahawai tuvo lugar en la funeraria de Nu'uanu desde el sábado por la noche hasta el domingo por la mañana. Por temor a un motín, la policía, la marina y los oficiales del territorio apostaron policías alrededor de la funeraria durante toda la noche. Las motocicletas de la policía escoltaron luego la procesión fúnebre de más de cien automóviles hasta la Catedral de Nuestra Señora de la Paz, en el centro de Fort Street, donde se llevó a cabo el funeral católico. Yacía en su ataúd con un lei (collar de flores ceremonial) de color naranja brillante y amarillo alrededor del cuello mientras los dolientes pasaron lentamente durante horas para despedirlo. La iglesia estaba llena de gente mientras que cientos estaban afuera sin poder entrar. Luego, la gran procesión caminó hasta el cementerio cercano para el entierro. La multitud que esperaba allí era tan grande que la policía tuvo que hacer un camino desde la calle hasta la tumba. Hablando en hawaiano, el reverendo Robert Ahuna de Ho'omana Na'auao O Hawaii realizó el servicio funerario en el cementerio de Puea en Kalihi-Palama, donde finalmente fue sepultado el 10 de enero de 1932. Fue descrito como el servicio funerario más grande jamás realizado por un nativo hawaiano no perteneciente a la realeza. Asistieron más de dos mil personas y los nativos hawaianos constituían la mayoría de la multitud. El padre de Kahahawai se dirigió a la gran multitud diciendo que después de muchas conversaciones con su hijo sobre las acusaciones de violación, su hijo  juró solemnemente que nunca había hecho nada malo. El funeral terminó con himnos cantados en hawaiano, como Kalani Ku'u Home, Hawai'i Pono'i y Aloha 'Oe.